# 더 보이 넥스트 도어
《더 보이 넥스트 도어》(영어: The Boy Next Door)는 2015년 공개된 미국의 에로 스릴러 영화이다.

## 출연
- 제니퍼 로페즈
- 라이언 구즈먼
- 이언 넬슨
- 존 코빗
- 크리스틴 체노웨스
- 렉시 앳킨스
- 힐 하퍼
- 잭 월리스
- 베일리 체이스
- 트래비스 슐트
- 애덤 힉스
- 프랜스와 차우
- 베일리 체이스

## 기타 제작진
- 총괄 제작: 저넷 볼터노브릴, 쿠퍼 새뮤얼슨, 잭 언터먼
- 공동 제작: 에릭 브롬버그, 캐슬린 M. 코트니, 제라드 디나디, 제시 이즈리얼, 프리실라 포리안다
- 협력 제작: 필립 도
- 미술: 찰스 바가